# Pipilo ocai
El rascador collarejo o toquí acollarado (Pipilo ocai) es una especie de ave paseriforme de la familia Passerellidae endémica del centro y sur de México.
Es de los rascadores más grandes de México, con un rango de entre 20 y 21,5 cm. La espalda y la cola son de color oliváceo; las plumas cobertoras inferiores de la cola y las de la corona rojizas. Posee un antifaz negro que le cubre los ojos y las mejillas; sobre el antifaz, una delgada raya blanca, que puede no estar presente en algunos individuos. La garganta es blanca, y limita con el pecho a través de un collar negro, lo que le da el nombre vulgar al ave.  Por sus características, es bastante similar a Atlapetes brunneinucha, pero éste tiene el collar negro bastante más delgado.
Tiene la capacidad de hibridarse con su pariente cercano Pipilo maculatus, dando como progenie individuos de cara negra, corona rojiza y costados rojizos, y nombrados en la ornitología como Pipilo ocai x maculatus.
Se distribuye a lo largo del Eje Neovolcánico, la Sierra Madre del Sur y el Escudo Mixteco, en zonas altas de clima templado, en bosques de coníferas.